# Jan Prins (dichter)

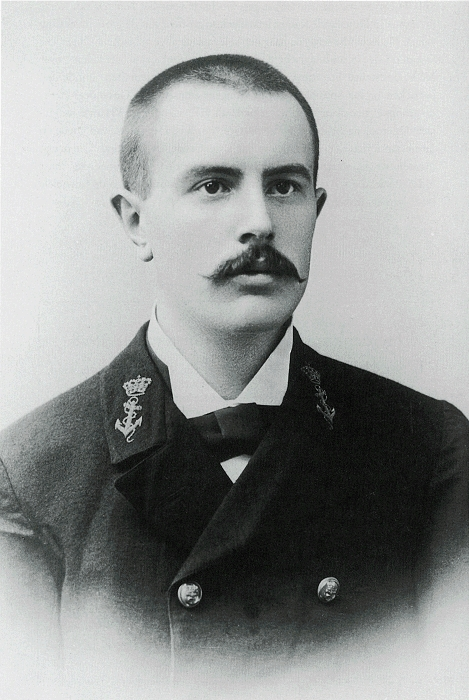
Jan Prins als zeeofficier te Soerabaya

Jan Prins (Rotterdam, 5 februari 1876 – Naarden, 9 februari 1948) was een Nederlands dichter en vertaler.

## Biografie
Jan Prins is het pseudoniem van Christiaan Louis Schepp. Literair-historisch wordt hij gesitueerd in de kring rond het tijdschrift De Beweging van Albert Verwey. Het was echter in het tijdschrift De XXe eeuw dat Prins in 1903 als dichter debuteerde. Zijn eerste poëziebundel Tochten verscheen acht jaar later, in 1911. Daarin staat zijn bekendste gedicht, 'De bruid', waarvan de eerste en de laatste strofe worden afgesloten met de vaak geciteerde regels "De bruigom is de lentezon / en Holland is de bruid".
In 1896 werd Prins benoemd tot marine-officier tot hij in 1924 om gezondheidsredenen werd afgekeurd voor actieve dienst. Zijn zeereizen hadden hem toen al verschillende malen naar Nederlands-Indië gebracht. Zijn indrukken over dit land en zijn bevolking legde hij vast in een aantal verzen die nog tijdens zijn leven werden verzameld onder de titel Indische gedichten (1932).
Prins maakte zich ook verdienstelijk als literair vertaler. Hij vertaalde onder meer de fabels van Jean de La Fontaine en toneelstukken van Racine en Molière. Op latere leeftijd volgde hij privélessen Grieks bij P.C. Boutens (1926) en ging hij ook klassieke teksten vertalen, waaronder Plato’s Timaeus (1937).
Prins heeft in zijn poëzie meermaals zijn liefde betuigd voor zijn geboortestad Rotterdam. Deze gedichten werden in 1946 door Alfred Kossmann bijeengebracht en van een korte inleiding voorzien in de bundel De stad waar men is kind geweest.

## Andere werken
- Getijden (1917)
- Verschijningen (1924)
- Binnenkomst (1945)
- Drie bevrijdingsgedichten (1945)
- Sinterklaas (2010)